# Pimpinella kuramensis
Pimpinella kuramensis är en flockblommig växtart som beskrevs av Siro Kitamura. Pimpinella kuramensis ingår i släktet bockrötter, och familjen flockblommiga växter. Inga underarter finns listade i Catalogue of Life.